# B. C. Rich
B.C. Rich es una marca americana de guitarras y de bajos fundada en 1969 en Los Ángeles. La compañía se ha hecho famosa por sus diseños originales. Desde los años 2000 la marca B.C. Rich forma parte de Hanser Music Group, una empresa de distribución situada en Hebron, Kentucky. Los instrumentos se producen en los Estados Unidos y en Asia.

## Historia
Bernardo Chávez Rico, fundador de la marca, trabajó en los años 50 en Bernardo's Guitar Shop, una tienda y taller de reparaciones para guitarras acústicas en Brooklyn Avenue en Los Ángeles. Se inicia a finales de los años 1960 en la producción de guitarras eléctricas y bajos eléctricos. En 1974 B.C. Rich lanzó su primer modelo original bajo el nombre de Seagull. La marca fue distribuida inicialmente por LD Heater, una subsidiaria de Norlin y proveedor de pastillas Gibson. Después B.C. Rich organizó su propia distribución y adquirió las pastillas en la firma Guild. La marca luego trabajó con Larry DiMarzio para el desarrollo de una pastilla humbucker con cuatro conductores. Esta colaboración entre las dos compañías duró doce años. 

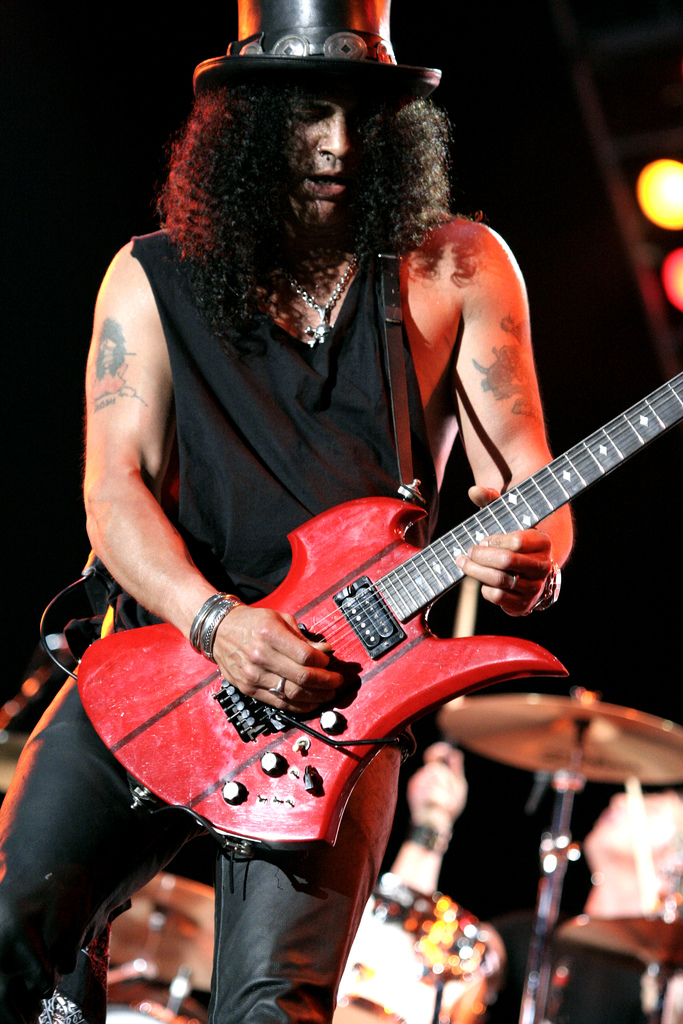
Slash con un modelo Mockingbird

 Entre 1975 y 1977 B.C. Rich introdujo tres nuevos modelos: el Mockingbird, inspirado en los dibujos de Johnny "Go-Go" Kallas, una nueva versión de la Seagull llamada Eagle y finalmente el Bich, un modelo diseñado por Neal Moser, luthier y consultor de la firma. Los primeros músicos que utilizan la marca en ese momento, incluido Carlos Alomar son, Roberto Conti, Dominic Troiano, Bill Bodine, Neil Giraldo, Joe Perry y Brad Whitford. A finales de los años 70 B.C. Rich tenía dos talleres: B.C. North en Alhambra y B.C. South en Tijuana. La marca empleaba principalmente artesanos mexicanos que fabricaban instrumentos con herramientas rudimentarias. B.C. Rich intentó ya en esta época subcontratar una parte de la producción a Japón. Las guitarras importadas fueron llamadas B.C. Rico para distinguirlas de la producción estadounidense. Sin embargo, esta opción suscitó una disputa con la compañía Rico Reeds y la primera entrega fue en consecuencia retenida por la aduana estadounidense. Con el fin de evitar litigios costosos, B.C. Rich dejó caer el nombre de B.C. Rico.

En los años 1980, B.C. Rich amplió su gama de modelos con doce nuevos diseños como el Warlock, el Wave, el Ironbird, el Stealth y el Widow. La compañía también introdujo una serie de cambios en su organización. En 1981 el taller de Los Ángeles se trasladó a El Monte y un año más tarde la producción de guitarras acústicas se detuvo. Con la popularidad del heavy metal la marca atrajo a un nuevo público. En 1983 la compañía tenía entre 23 y 28 empleados y producía entre 1700 y 1800 instrumentos. Para satisfacer la creciente demanda, B.C. Rich recurrió de nuevo a los fabricantes asiáticos de instrumentos. Rico visitó varias fábricas en Japón y presentó la serie NJ ("Nagoya Japón"). La producción fue realizada por los luthiers Masan Tarada y Iida. En 1984 y 1985 Mal Stich, vicepresidente de B.C. Rich, y Neal Moser dejaron la empresa. Desde 1986 la compañía surcoreana Cort produjo los modelos NJ y BC Rich desarrolló sus propias pastillas.

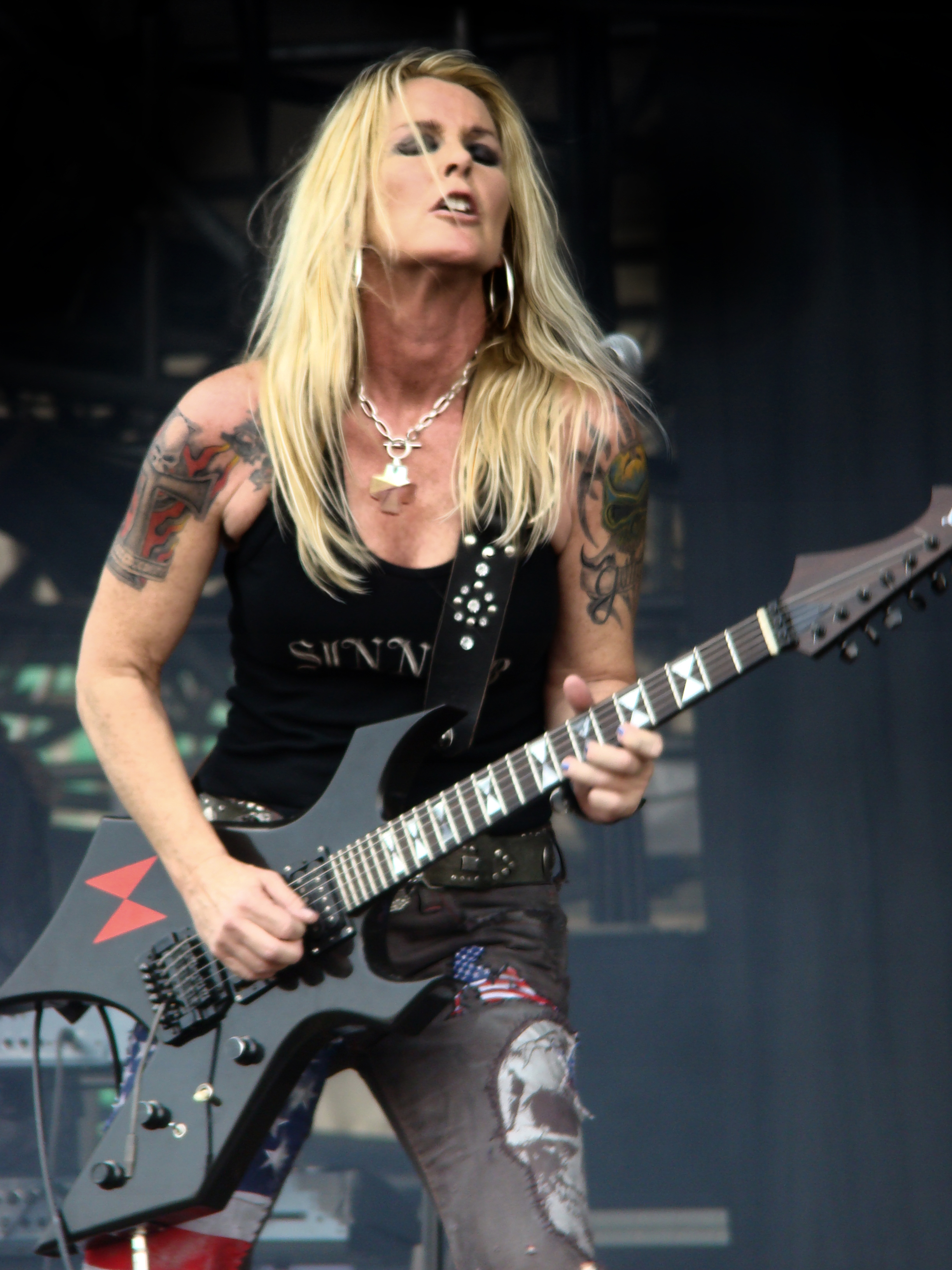
Lita Ford con un modelo Warlock signature

En 1987 B.C. Rich firmó un acuerdo de comercialización con Class Axe, una empresa en Warren, Nueva Jersey. Esta última fue responsable de la promoción y la distribución de las series NJ, Platinum y Rave y un año después de su importación. En 1989 Class Axe obtuvo los derechos sobre el nombre de B.C. Rich. La sede y la producción se trasladó a Warren y B.C. South fue cerrado. En 1990 se introdujo la serie Acrylic. Sin embargo Class Axe no tenía la capacidad para producir los modelos de lujo (Handcrafted) y perdió en consecuencia bastantes distribuidores y músicos. Por otra parte, la imagen de marca sufrió más daños como consecuencia de la mala producción y el bajo control de calidad. Sólo en 1992 la compañía pudo producir la serie Handcrafted. En el mismo año se lanzó el modelo Virgin. Durante esos años Rico había creado una nueva marca de guitarras electroacústicas y eléctricas llamada Bernard Mason.
En 1993 Rico regresó a la dirección de B.C. Rich y trató de revitalizar la marca. Restableció la producción de B.C. South y montó un nuevo taller en Hesperia, pero esta vez los gestionó de otra manera. B.C. South reunía los materiales y hacía los diseños y el taller en Hesperia montaba y pintaba los instrumentos. Sólo las guitarras acústicas fueron construidas íntegramente en California. Durante esos años, B.C. Rich introdujo nuevos modelos: Ignitor, V prototype, Beast y el Exclusive (Victor Smith Commemorative Model). La marca también reintrodujo un modelo acústico, el B-41C. En 1999, Rico murió de un ataque al corazón y su hijo, Bernie Rico Jr., le sucedió.
En 2001, la empresa de distribución Hanser Holdings International compró B.C. Rich y Rico Jr. mantuvo la dirección del departamento Custom Shop. En 2003 la empresa introdujo la SR Exclusive, una serie diseñada por Rico Jr. en memoria de su padre. Aunque Rico Jr. logró la producción de los modelos de gama alta en Hesperia, pasó una parte de la misma a Tijuana. Los instrumentos que venían de B.C. South mostraron sin embargo defectos y además Rico Jr. trató de reducir los costos de producción mediante el uso de piezas de bajo coste. HHI terminó la cooperación con Rico Jr. y volvió con la empresa Voodoo Guitar Works de Ohio. En 2004 el modelo Virgo fue introducido, una versión modificada del Virgin. Hasta hoy, B.C. Rich sigue siendo parte de HHI, ahora rebautizado Hanser Music Group. Los modelos de lujo vienen de Cincinnati, y los otros están hechos en China, Corea del Sur e Indonesia.

## Modelos de Guitarras B.C. Rich
| - Assassin/ASM - Avenge - Beast - Bich - Blaster - Cóndor - Conte - Dagger - Death'r - Draco - Eagle - Exclusive - Explorer - Fat Bob - Firebird - Gunslinger - Hydra - Ignitor - Ironbird - Jazzbox - Jr. V - KKV - Les Paul - MAG - Marion - Meegs - Mockingbird (la más famosa de todas, usada por Slash en el tema de Guns N' Roses You Could Be Mine y en VR en el tema Suckertrain Blues) - Mockingbird II - Nighthawk - Outlaw | - Punisher - Supuration - Seagull - Seagull II - Stealth - ST - ST III - Thunderbird - Thunderbolt - V-Tribe (editada por Kerry King) - Villain veil - Villain de luxe - Virgin - Virgo - Warbeast (mitad Warlock, mitad Beast) (esta podría ser una de las más representativas por la aparición de la copia de un modelo de esta en I'm in the Band de Disney XD. En la serie Tripp Campbell (Logan Miller) usa usualmente este modelo) - Warlock (esta es la más representativa y la favorita de la marca y de sus admiradores, con aspecto grotesco) - Warlock II - Warpig - Wartribe (Warlock editada por kerry king) - Wave - Widow - Wrath - Zombie |

## Artistas usuarios de B.C. Rich
Artistas que usan o usaban guitarras o bajos B.C. Rich:
| - Chuck Schuldiner de Death - C.J. Pierce de Drowning Pool - Gavin Ward y Baz Thompson de Bolt Thrower - Richard Brunelle ex-Morbid Angel - Travis Atkins de Necrosis - Tom Araya de Slayer - Trey Azagthoth de Morbid Angel - Tripp Eisen de Face Without Fear - Glen Benton y Brian Hoffman de Deicide - Geezer Butler de Black Sabbath - Doyle Wolfgang von Frankenstein de Misfits - Nikki Sixx y Mick Mars de Mötley Crüe - Synyster Gates de Avenged Sevenfold - Chaq Mol y Lord Ahriman de Dark Funeral - David Ellefson, Dave Mustaine y Chris Poland de Megadeth - Kerry King de Slayer - Paolo Gregoletto de Trivium - Simen Hestnæs (ICS Vortex) de Borknagar y Dimmu Borgir - Tony MacAlpine - Billy Riker de 3 - Max Cavalera de Sepultura y Soulfly - Prince - Lou Reed - Steve Vai - John Petrucci de Dream Theater - Dokken - Muhammed Suiçmez de Necrophagist - Blackie Lawless de W.A.S.P. - Jon Schaffer de Iced Earth - James Hetfield de Metallica - Jerry Only de Misfits - Jason Newsted de Voivod y Metallica - Michael Anthony de Van Halen - C.C. DeVille y Bobby Dall de Poison | - Paul Stanley de Kiss - Gene Simmons de Kiss - Bruce Kulick de Kiss - Erik Rutan de Hate Eternal y Morbid Angel - Sigurd y Helmuth de Belphegor - Mille Petrozza de Kreator - Paul Crook de Anthrax - Rudy Sarzo de Whitesnake - Craig Goldie de Dio - Adrian Vandenburg de Dio - Jimmie Bain de Dio - Stuart Dixon de Venom - Steve Hunter de Alice Cooper - Mark Kendall de Great White - Andy LaRocque de King Diamond y Death - Brad Whitford y Joe Perry de Aerosmith - Mick Thomson de Slipknot - Pat O'Brien de Cannibal Corpse - Steve Smyth de Nevermore - John Christ de Danzig - Nancy Wilson de Heart - Jim Matheos de Fates Warning - Mike Clark de Suicidal Tendencies - Joey Allen y Erik Turner de Warrant - Tracii Guns de L.A. Guns - Kim Gordon de Sonic Youth - Eric Griffin de Murderdolls - Joe Preston de The Melvins y High on Fire - Abbath de Immortal - Corey Beaulieu de Trivium - Blasphemer de Aura Noir - Kyle Gass de Tenacious D - Matt Tuck de Bullet For My Valentine - Jake Pitts de Black Veil Brides - Jinxx de Black Veil Brides - Dave Suzuki ex-Vital Remains |

## Galería de imágenes
|                                                  |
| Matt Tuck con una guitarra de su propia edición. |

|                                                          |
| C.J. Pierce con una guitarra Eagle de su propia edición. |

|                                        |
| ICS Vortex utilizando un bajo Warlock. |

|                                  |
| Kerry King con una guitarra KKV. |

|                                             |
| Pat O´Brien tocando una guitarra JR V Icon. |

|                                           |
| Erik Rutan tocando una guitarra Ironbird. |

|                                                            |
| Paolo Gregoletto con un bajo Warlock de su propia edición. |

|                                              |
| Jake Pitts tocando una guitarra Mockingbird. |

|                                            |
| Lord Ahriman tocando una guitarra Warlock. |

|                                                           |
| Zoltan Bathory con una guitarra ASM de su propia edición. |

|                                        |
| Max Cavalera con una guitarra Warlock. |